# كوبي (فلم)
كوبي (باليابانية: 首) هو فيلم ساموراي تاريخي ياباني صدر عام 2023 من تأليف وإخراج وتحرير تاكيشي كيتانو. أنتجت شركة كادوكاوا دوانغو الفيلم وشاركت في توزيعه في اليابان مع توهو. يصور الفيلم الحدث التاريخي لحادثة هونو-جي التي وقعت في فترة سينغوكو عام 1582.